# Leuconitocris argyrostigma
Leuconitocris argyrostigma é uma espécie de escaravelho da família Cerambycidae.  Foi descrito por Per Olof Christopher Aurivillius em 1914.

## Subespecie
- Leuconitocris argyrostigma argyrostigma Aurivillius, 1914
- Leuconitocris argyrostigma transvaalica (Breuning, 1961)
- Leuconitocris argyrostigma mozambica (Breuning, 1971)